# Bob modello Siorpaes
Il modello Siorpaes è un particolare modello di bob da gara sviluppato da Sergio Siorpaes a partire dalla metà degli anni sessanta. Le versioni più recenti del modello Siorpaes vengono ancora usate per le competizioni agonistiche, sia su pista artificiale che, soprattutto, su pista naturale.

## Storia
Il modello Siorpaes nasce dalla bottega del fabbro e bobbista Sergio Siorpaes, per poter gareggiare nei campionati di bob con il fratello Gildo Siorpaes. Grazie a questi bob Sergio vinse 3 medaglie di bronzo alle olimpiadi di Innsbruck del 1964, 5 medaglie d'oro e due d'argento ai Campionati mondiali di bob, tre medaglie d'oro e una d'argento ai campionati italiani di bob mentre Guido conquistò un bronzo olimpico. Lo stesso modello fu protagonista in tutto il mondo del bob arrivando a circa l'80% del mercato mondiale. La bottega Siorpaes produce tutt'oggi bob per competizioni agonistiche, ed è gestita dal figlio dell'olimpionico Sergio, Marco Siorpaes.
A Siorpaes va il merito di aver costruito il primo bob formato da due distinte sezioni e tenuto insieme da giunture. La divisione del muso dalla parte posteriore permette infatti di avere aderenza al ghiaccio sempre con tutti e quattro i pattini, cosa che con i modelli precedenti spesso non era possibile. Venne poi perfezionato il sistema di spinta con un monocolo retrattile che emergeva dal cofano e permetteva al pilota di spingere in avanti e non in obliquo, fu inoltre redistribuito il peso.
Dal 1954 al 1982 i due modelli di bob sviluppati a Cortina d'Ampezzo (Siorpaes e Podar) rimasero i più affidabili ed utilizzati, anche se nel corso degli anni furono lanciati altri modelli. Nel 1978 la nuova versione del modello Siorpaes era dotata di intelaiatura completa, cosa che fino a quell'anno non era mai accaduta per i bob.

## Descrizione

### I modelli precedenti
I modelli precedenti furono quasi tutti mezzi molto pericolosi e poco governabili: le competizioni agonistiche si effettuavano con il Cresta Run, in cui si curvava tramite una corda, e successivamente il bob modello Hartkopf. Questo fu il modello base di tutti i successivi.
Negli anni '30 il designer svizzero Carl Feierabend sviluppò e brevettò i pattini a U, lanciandoli sul mercato. Nei primi anni cinquanta l'italiano Evaldo D'Andrea nella sua fucina di Cortina d'Ampezzo aveva costruito il primo asse posteriore munito di cuscinetti e di un cappuccio, ad aveva arrotondato la punta del bob. Era nato il bob modello Podar.

### I modelli successivi
Nel 1978 venne presentato il modello svizzero Giobellina, ed i sovietici nel 1982 presentarono il Sigaro. Questi due modelli si rivelarono comunque meno affidabili dei modelli ampezzani. La svolta ci fu con l'avvento di un modello della Germania dell'Est, il Dresda Flugzeugwerft (1981), e con la versione del 1982 del modello Giobellina che portarono la squadra della DDR e quella elvetica ad avere l'esclusiva del podio nei Campionati mondiali di bob dal 1981 al 1985. In seguito la federazione internazionale di bob regolamentò i parametri costruttivi dei bob.

### Il bob su pista naturale

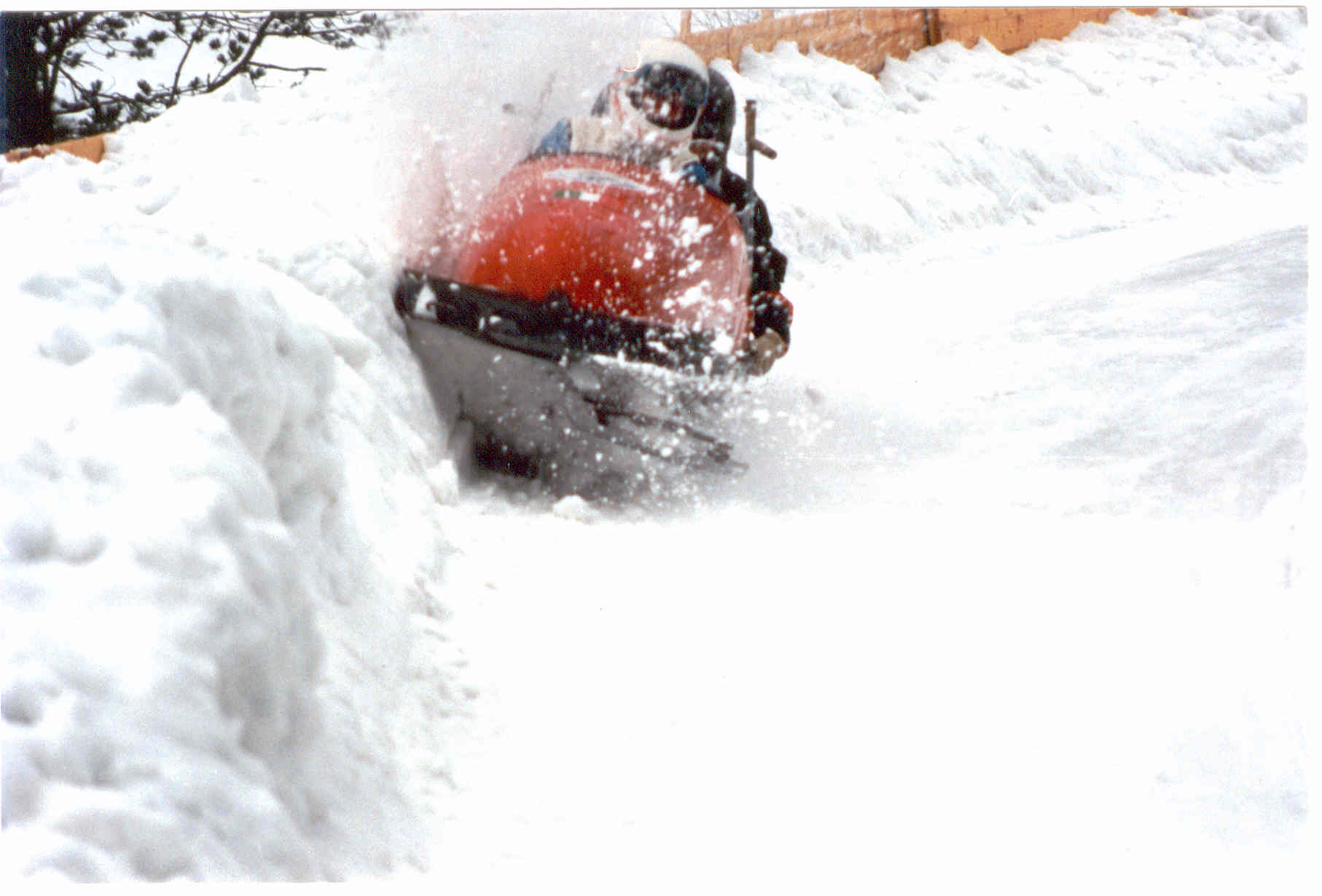
Bob a quattro, incidente su una curva impegnativa della pista

Attualmente il modello Siorpaes è utilizzato assieme al modello Podar nelle competizioni agonistiche di bob su pista naturale. Rispetto alle versioni da pista artificiale, il bob da pista naturale ha mantenuto la struttura degli anni ottanta, con sviluppi maggiori sui paracolpi e modifiche allo sterzo. Il telaio è in tubi di ferro e la carenatura comprende solamente il cofano anteriore, in quanto i lati devono essere privi di carena per permettere al frenatore (o agli interni se si tratta del bob a 4) di sporgersi dal bob per bilanciarlo sulle curve ed evitare il ribaltamento.